# 尚德门
34°16′39″N 108°57′21″E / 34.27763°N 108.95589°E

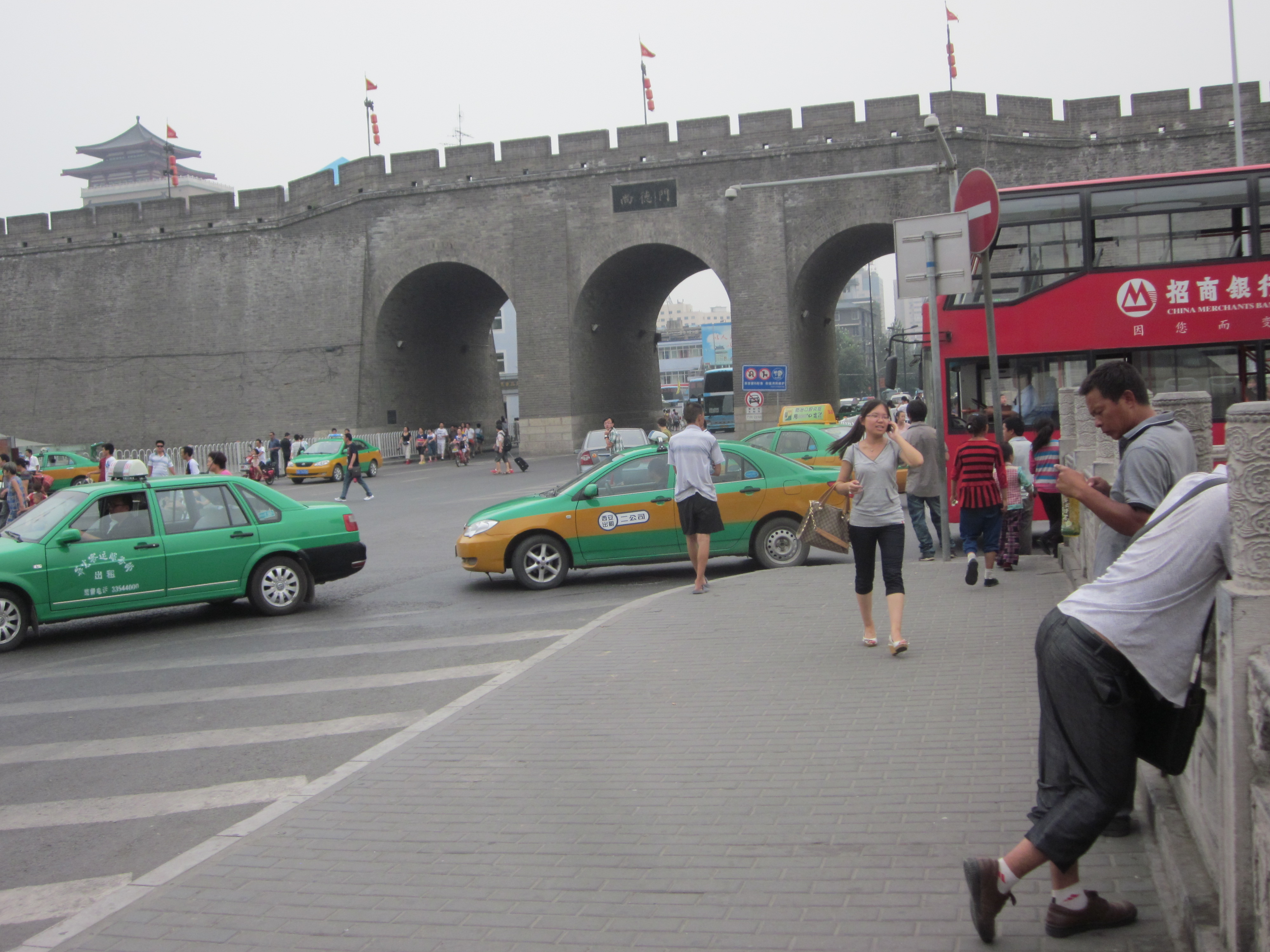
尚德门，2012年

尚德门，是西安城墙北侧的一座城门，位于安远门以东，尚德路北端，1986年开辟，以尚德路名“尚德门”。

## 历史
1986年，开辟城门，砌三券洞，以尚德路名“尚德门”。
西安城墙内，由北门安远门与东门长乐门划出的东北区域，在清朝时期为“满城”。辛亥革命后，陕西都督张凤翙主持拆除了满城。1927年，在原满城内开辟新道路，时值“新生活运动”倡导“四维、八德”，因此南北向纵街由东向西分别取“四维”之“勤、俭、仁、德”（此四维误，应为“礼义廉耻”）并冠以“尚”字命名，即尚勤路、尚俭路、尚仁路（后改中正路、现解放路）、尚德路。
中华人民共和国成立后，先后于尚勤路、尚俭路、尚德路北端开辟城门，便因路名为尚勤门、尚俭门、尚德门。

## 地理位置
尚俭门位于解放门西、安远门（北门）东，城内为尚德路，城门外为火车站西盘道。